# Bandy Kiki
Bandy Kiki là một blogger, nhà hoạt động LGBT người Cameroon và một doanh nhân chuỗi cửa hàng đang sống tại Vương quốc Anh. Cô là tác giả của Blog Kinnaka, một trang web tiếng Anh được truy cập nhiều ở Cameroon cập nhật các tin tức và giải trí. Cô là một nhân vật gây tranh cãi do quan điểm chính trị và hoạt động ủng hộ LGBT của cô, và đã được gọi là "Người nói tiếng Anh bị ghét nhất trên phương tiện truyền thông xã hội ở Cameroon." 

## Tiểu sử
Kiki tên khai sinh Emily Kinaka Banadzem, sinh vào ngày 20 tháng 2 năm 1991 tại Jakiri Cameroon.

## Sự nghiệp
Kiki bắt đầu sự nghiệp với tư cách là một blogger ở Anh, trong một blog trực tuyến được xuất bản hàng ngày Kinnaka's Blog và Kinnaka's TV, ra mắt vào năm 2015. Blog của cô là một trong những trang được truy cập thường xuyên nhất của người Anglophone người Cameroon. Năm 2016, cô được liệt kê trong số 50 thanh niên có ảnh hưởng nhất ở độ tuổi dưới 40 của Avance Media, CELBMD Châu Phi và các đối tác. Kiki đã được trao vương miện Best Cameroonian Media CAMEEA năm 2015 và giành giải "Blogger hay nhất 2016" từ Giải thưởng Giải trí Diaspora. Kiki là người phát ngôn của Rainbow Equality Hub, một tổ chức phi chính phủ hỗ trợ người LGBT ở Cameroon. Năm 2017, cô được đề cử cho Giải thưởng Blogger xuất sắc nhất châu Phi của AWA. Trong một cuộc phỏng vấn vào tháng 5 năm 2017, Kiki tuyên bố cô sẽ hỗ trợ Irène Major với Quỹ Gay in Africa. Cô cũng đã trả lời phỏng vấn của tạp chí đồng tính Hungary Humen Online, tạp chí xuất bản bằng tiếng Hungary.

## Tranh cãi và công kích
Cô đã bị chỉ trích vì bài viết gây tranh cãi của mình trên blog khi cuộc biểu tình 2016-2017 đang diễn ra ở Cameroon. Cô đã bị lạm dụng tuyên truyền rộng rãi trên mạng, bao gồm cả những tin đồn không có căn cứ cho rằng Kiki bị nhiễm HIV và cô là một đặc vụ của chính phủ Cameroon đang cố gắng phá hoại cuộc khủng hoảng đang diễn ra. Kiki đã phủ nhận những tin đồn đó. Kiki đã bị chỉ trích khi là người đồng tính và ủng hộ quyền LGBT ở Cameroon. Trong một ví dụ, nhà sản xuất phim Agbor Gilbert Ebot đã nói rằng ''... Nếu tôi bắt được cô ta ở Cameroon, tôi sẽ 'hiếp dâm' cô ta để trục xuất con quỷ đồng tính nữ ra khỏi người cô ta. Tôi định làm thế với cô đấy người đẹp..."  Cô đã là đối tượng của các mối đe dọa giết.

## Cuộc sống cá nhân
Vào năm 2017, Kiki tuyên bố đính hôn với Becky, một người gốc Colombia 24 - 25 tuổi sống ở Anh.